# Kasim Sulton
Kasim Sulton (New York, 8 dicembre 1955) è un cantante, bassista, polistrumentista e compositore statunitense noto per essere stato il bassista dei Blue Oyster Cult e degli Utopia, nonché per la sua carriera solista.

## Biografia
Iniziata l'attività di musicista nella metà degli anni settanta, Sulton è stato il bassista nell'album di successo di Meat Loaf Bat Out of Hell.
Insieme al batterista degli Scandal Thommy Price hanno collaborato a un album, Lights On, che Sulton ha co-scritto. La canzone "No TV No Phone" è stata inclusa nel film commedia Una notte da ricordare del 1987, con protagonista Susanna Hoffs.

### Con gli Utopia
Sulton collabora ancora oggi con Todd Rundgren, inclusi i concerti "Arena" del 2008-09, le esibizioni del 2009-10 dell'album A Wizard, a True Star (1973) negli Stati Uniti e in Europa e nel 2010 gli spettacoli di "TR's Johnson".; nel 1976 lo stesso Rundgren lo invita ad unirsi alla band Utopia; vi rimase fino al 1982, quando venne sostituito da Doug Howard, salvo poi rientrare soltanto dopo tre mesi, e rimanervi fino al primo scioglimento del gruppo, avvenuto nel 1986. Prese inoltre parte alle reunion della band (2011-2012) e (2017-2018).

### Con i Blue Oyster Cult
Dal 2012 al 2017 è stato il bassista dei Blue Oyster Cult, in seguito all'uscita di Rudy Sarzo; venne poi a sua volta rimpiazzato dal rientrante Danny Miranda.

### Altre esperienze
Nel 2011 ha fatto parte degli Yellow Matter Custard, un supergruppo che eseguiva cover dei Beatles.

## Discografia

### Solista
- Kasim, 1982
- Lights On, 1986
- Three, 2014
- 2021, 2021

### Con gli Utopia
- Ra (1977)
- Oops! Wrong Planet (1977)
- Adventures in Utopia (1979)
- Deface the Music (1980)